# GroupWise
GroupWise — кросс-платформенный программный продукт для коллективной работы компании Micro Focus, включающий систему электронной почты и поддерживающий возможности календарного планирования (англ.), управления заданиями, контактной информацией, обмена мгновенными сообщениями и электронного документооборота. Последняя версия продукта GroupWise 18.4.

## Обзор
Продукт работает в различных серверных операционных системах и операционных системах рабочих станций. Серверные операционные системы включают Linux и Microsoft Windows (поддержка NetWare прекращена начиная с GroupWise 2012), а клиентское программное обеспечение поставляется для Windows, Linux и Mac OS X. Помимо официальных клиентов, существуют сторонние платные приложения GW Mail и GW Calendar для iPhone, iPad и Android.
GroupWise WebAccess обеспечивает пользователей большинством функциональных возможностей настольных клиентов при помощи Веб-браузера. Он также обеспечивает доступ смартфонов и интернет-планшетов через веб-интерфейс.
Последняя версия Novell GroupWise 2012 включает лицензию на Novell Data Synchronizer который обеспечивает поддержку синхронизации для устройств поддерживающих протокол ActiveSync, таких как iPhone/iPad, Android, Windows Phone, а также лицензию на GroupWise Mobile Server от Intellisync который обеспечивает беспроводную поддержку почты для большинства сотовых телефонов.
Агент Почтового Отделения GroupWise (Post Office Agent, POA) обеспечивает доступ пользователей к почтовым ящикам как по собственному протоколу клиенту GroupWise, так и обеспечивает доступ по протоколам IMAP и SOAP. Интернет Агент GroupWise (GroupWise Internet Agent, GWIA) обеспечивает связь с другими почтовыми системами по протоколу SMTP, а также может обеспечить доступ пользователей к почтовым ящикам по протоколам IMAP, POP3, SOAP и iCalendar.
Дополнительно, специальные модули шлюзы (gateways) обеспечивают прямое соединение со сторонними системами коллективной работы, такими как Microsoft Exchange Server и IBM Lotus Domino.
GroupWise включает в себя систему мгновенного обмена сообщениями Novell Messenger начиная с версии 6.5.
Версия GroupWise 2012 включала в свой состав бесплатную лицензию на необходимое количество копий SUSE Linux Enterprise Server (англ.).

## История

### WordPerfect Library
GroupWise возник в 1986 году, как расширение пакета WordPerfect под названием WordPerfect Library 1.0, который в то время работал на платформах Data General и Amiga. Продукт был разработан корпорацией WordPerfect совместно с некоторыми из её крупных клиентов (в том числе Министерство юстиции США). На тот момент, WordPerfect Library не включал электронной почты, а состоял из персонального календаря, текстового редактора, записной книжки, калькулятора, файлового менеджера и оболочки. В 1987 году, WordPerfect Library была перенесена на платформу PC под DOS.
В 1988 году, с появлением поддержки электронной почты и возможности планирования совместной работы в пределах одного сервера, продукт был переименован в WordPerfect Office 2.0.
В 1990 году состоялся релиз WordPerfect Office 3.0. Были добавлены клиенты для Macintosh и UNIX, а также, что очень важно, поддержка обмена почтой, календарями и планировщиком, между несколькими серверами.
WordPerfect Office 3.1 был выпущен в 1992 году, добавив Windows в список поддерживаемых клиентов и позиционировал себя как единственную кросс-платформенную интегрированную среду коллективной работы для DOS, Windows, Macintosh, UNIX и VAX/VMS. 
WordPerfect Office 4.0 был выпущен в 1993 году. Новая версия обладала совершенно новым интерфейсом, а для хранения сообщений использовалась технология баз данных. Другие основные функции включали управление заданиями, возможность создания правил, удалённая репликация/синхронизация, централизованное управление несколькими серверами, 32-разрядные серверные возможности. Продукт был выпущен одновременно для всех платформ, и содержал множество других инновационных дополнений. Были добавлены шлюзы для SMTP, X.400, факса и пейджера.

### Novell GroupWise
WordPerfect был приобретён компанией Novell в 1994 году и серверные агенты были портированы на операционную систему NetWare. В то же время, WordPerfect Office был переименован в GroupWise и интегрирован с Novell Directory Services (теперь Novell eDirectory). В 1996 году Novell продала компании Corel Corporation большинство приложений WordPerfect, но решила сохранить GroupWise.
GroupWise 4.1 — первый релиз, выпущенный Novell в 1994 году. Добавление NLM (англ.) и шлюзов — расширило возможности сервера. Также в этой версии появились WWW ссылки на объекты, возможность сторонним разработчикам создавать и сохранять элементы, глубокая интеграция с Netware, SNMP, возможность обслуживания сервера, без необходимости выключения, интегрированные списки рассылки, а также возможность удалённого доступа к системе, через тональный телефон.
В 1996 году был выпущен GroupWise WebAccess — дополнение, позволяющее получить доступ к GroupWise из Веб-браузера.
GroupWise 5 в 1996 году принёс новое, единое, настраиваемое рабочее пространство для управления всеми видами объектов и сообщений (концепция Universal Mailbox), а также полную поддержку совместного управления документами. GroupWise Imaging сделал доступным просмотр, редактирование и пересылку отсканированных документов. Также пользователям стали доступны такие возможности как общие папки.
В 1997 году, в версии GroupWise 5.2 была добавлена обширная поддержка интернет протоколов, включая IMAP4, LDAP, POP3, URL ссылки и встроенная поддержка TCP/IP. Также в этой версии был добавлен GroupWise Workflow.
Весной 2001 года выпущена версия GroupWise 6. В ней появились GW Monitor, квоты, новые возможности резервного копирования и прочие улучшения клиента и серверной части.
С выпуском GroupWise 6.5  в 2003 году, появилась система мгновенного обмена сообщениями GroupWise Messenger 1.0, поддержка SSL, фильтрация спама. Версия GroupWise 6.5 for Linux выпущенная в 2004 году, добавила Linux в список поддерживаемых серверных платформ и клиенты для Linux и MacOS.
В феврале 2005 года компания Novell опубликовала план развития GroupWise на несколько лет вперёд, который включает выпуск трёх новых версий (в 2005, 2006 и 2008 году соответственно) с усовершенствованиями ориентированными на конечного пользователя, административных интерфейсов, API, масштабируемости, новых возможностей резервного копирования и т. д., пытаясь таким образом сохранить долю рынка GroupWise и конкурировать с Microsoft Exchange

GroupWise 7, кодовое имя Sequoia, выпущенный в 2005 году, принёс полностью новый Windows клиент и улучшенный веб клиент WebAccess, поддержку SOAP и IPv6. Полный список изменений можно найти в документации на официальном сайте (What’s New in GroupWise 7).
GroupWise 8, кодовое имя Bonsai, был выпущен 17 ноября 2008 года. Он принёс ещё более улучшенный клиент и добавил множество новых возможностей. В качестве редактора для новых сообщений теперь можно использовать OpenOffice и Microsoft Word что даёт пользователю возможность использовать всю функциональность этих программ (OLE, проверка орфографии, форматирование текста и т. д.). Автосохранение незавершённых писем через настраиваемые промежутку времени. Возможность открыть персональный календарь в общий доступ в интернет. Интеграция с Novell Teaming. Полный список изменений можно найти в документации на официальном сайте (What’s New in GroupWise 8). Groupwise 8 SP1 был выпущен в Августе 2009 года. Groupwise 8 SP2 был выпущен в Июле 2010 года. Groupwise 8 SP3 был выпущен в Июне 2012 года.
GroupWise 2012, кодовое имя Ascot, был выпущен 23 января 2012 года (изначально планировалось выпустить до конца 2010 года). В новой версии прекращена поддержка NetWare.
В Windows клиенте помимо прочих изменений, произошли улучшения календаря и адресной книги, к примеру, пользователи теперь могут сами добавить свою фотографию в системную адресную книгу. Также добавлена интеграция со сторонними приложениями, например Skype, что позволяет звонить, отправлять SMS и видеть присутствие контакта в сети прямо из GroupWise. Также появилась возможность открывать в общий доступ папки вместе с подпапками.
В клиентах для Linux и Mac изменений не было запланировано, вместо этого все усилия были сфокусированы на существенном улучшении функциональности WebAccess (в том числе добавлены новые шаблоны для удобной работы из веб-браузера современных мобильных устройств, в частности iPad).
В «Ascot» была запланирована поддержка аутентификации через Microsoft Active Directory (без eDirectory), однако впоследствии реализация перенесена на следующую версию GroupWise с кодовым именем «Windermere».

GroupWise 2014 с кодовым именем «Windermere», был выпущен 3 апреля 2014 года. В новой версии произошёл полный переход администрирования системой на веб-интерфейс (ConsoleOne больше нельзя использовать), обновление интерфейса клиента GroupWise, перевод всех агентов на 64 бит, существенные улучшения интерфейса установки и обновления серверной части GroupWise, упрощение автоматического обновления клиента, новый API для разработчиков, улучшения WebAccess (включая автообновление списка писем), а также возможность выбора работы как совместно со службой каталогов Active Directory или eDirectory, так и без службы каталогов (ранее продукт работал только в связке с eDirectory)

.
Вместе с выходом GroupWise 2014 изменилось лицензионное соглашение (EULA). В частности, теперь GroupWise лицензируется по количеству почтовых ящиков, а не по количеству пользователей. Кроме того, для неактивных почтовых ящиков предусмотрен новый вид лицензии «Inactive Licenses», а также описаны условия использования GroupWise бесплатно в тестовых целях
.
Следующая версия получила название GroupWise 2014 R2 (Release 2). Кодовое имя: «Cornell».

## Версии
Выпущены следующие версии GroupWise: 
| Версия GroupWise | Последний пакет обновления | Название      | Дата выхода |
| ---------------- | -------------------------- | ------------- | ----------- |
| 4.1              | SP5                        | Houston       | 1994        |
| 5.0 AKA XTD      |                            | Eclipse       | 1996        |
| 5.0 (slipstream) |                            | Tommy         | 1996        |
| 5.1              | SP2a                       | Black Widow   | 1997        |
| 5.2              | SP6 1                      | Jolt          | 1997        |
| 5.5              | SP5 2                      | Surge         | 1998        |
| 5.5 EP           | SP5 3                      | Aruba         | 1999        |
| 6.0              | SP4 4                      | Bulletproof   | 2001        |
| 6.5              | SP6 Update 2 5             | Hawthorne     | 2003        |
| 6.5.3            |                            | Delano        | 2004        |
| 7.0              | SP4                        | Sequoia       | 2005        |
| 8.0              | SP3 HP5                    | Bonsai        | 2008        |
| 2012             | SP4                        | Ascot/Cardiff | 2012        |
| 2014             | 2014 R2 HP1                | Windermere    | 2014        |
| 2014 R2          | SP3                        | Cornell       | 2015        |
| 18               | SP2                        | Wasatch       | 2017        |
| 18.1             | SP1                        | Traverse      | 2018        |